# 贤者喜宴
《贤者喜宴》（藏語：མཁས་པའི་དགའ་སྟོན་，威利转写：mkas pa'i dga' ston），一译《智者喜筵》，全称《正法转轮者的简明史贤者喜宴》（藏語：དམ་ཁའི་ཆོས་ཀྱི་འཁོར་ལོས་བསྒྱར་བ་རྣམས་ཀྱི་བྱུང་བ་གསལ་བར་བྱེད་པ་མཁས་པའི་དགའ་སྟོན་ཞེས་བྱ་བ，威利转写：dam pa'i chos kyi 'khor los bsgyur ba rnams kyi byung ba gsal bar-byad pa mkhas pa'i dga' ston），是西藏的一部历史文献，作者是噶玛噶举派僧人巴卧·祖拉陈哇。根据祖拉陈哇的自述，他于1546年开始写这部书，最终在1564年（阳木鼠年）定稿。因在洛扎乃谿卡刻成这部书的木板，故而又被称作《洛扎佛教史》（藏語：ལྷོ་བྲག་ཆོས་འབྱུང，威利转写：lho brag chos 'byung）。
《贤者喜宴》分为五大章、十七函。其内容非常广泛，不仅包括西藏的政治、经济、历史、宗教、文化、法律、天文、地理、自然、医学、音乐、歌舞、绘画、建筑等方面，还涉及汉地、突厥、苏毗、吐谷浑、于阗、南诏、西夏、蒙古等周边政权的历史。本書詳述吐蕃帝國歷史，可能採用了大量現已佚失的第一手史料，因此西藏與西方學者將其視為權威可靠的歷史。不过，其历史观中包含着很浓重的佛教学者观点。
1969年，印度学者钱德拉·拉克恰率先对《贤者喜宴》进行整理和研究，有手抄楷书本。1980年，中国学者黄颢也对这部著作进行研究，将其翻译成汉文，分期发表在《西藏民族学院学报》上。